# Fritz Bamberger (Maler)

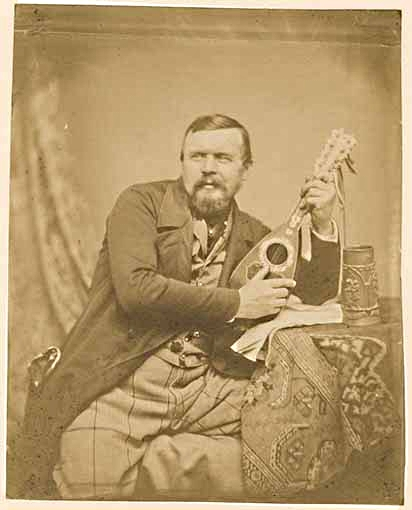
Fritz Bamberger

Fritz (Friedrich) Bamberger (* 17. Oktober 1814 in Würzburg; † 13. August 1873 in Neuenhain) war ein deutscher Maler. Er wurde vor allem als Landschaftsmaler bekannt.

## Leben
Bambergers Vater war Musiker. Als er fünf Jahre alt war, zog die Familie nach Frankfurt am Main um; Stationen in Dresden und Berlin folgten. Hier begann er Unterricht an der Kunstakademie zu nehmen. Nach einer kurzen Rückkehr nach Würzburg ging Bamberger 1830 nach Kassel, wo er seine Ausbildung bei Johann Georg Primavesi fortsetzte.

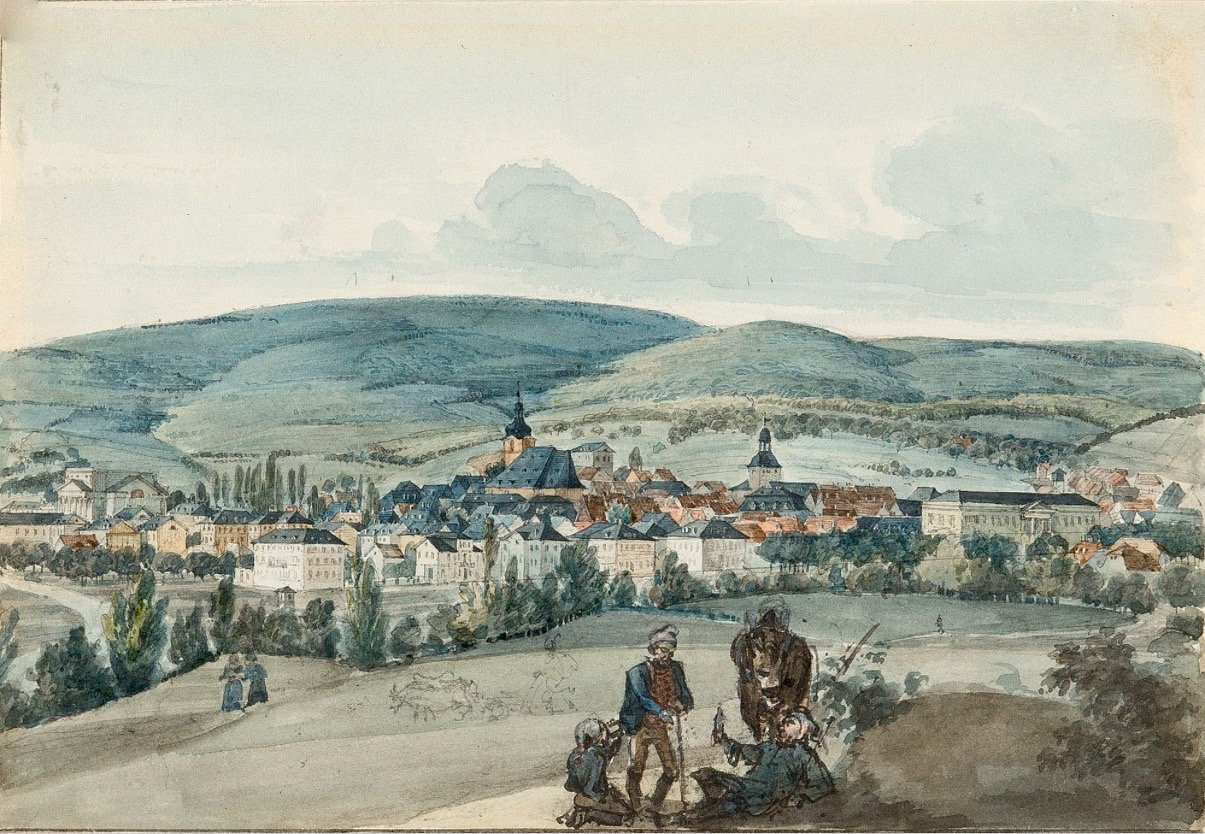
Blick auf Wiesbaden von Südosten, 1837, Aquarell über Bleistift auf Velin

Die folgenden zwei Jahrzehnte verbrachte Bamberger in Würzburg und Frankfurt. Erste Aufträge seitens des Adels, gutbürgerlicher Familien und der Presse folgten. Im Jahr 1844 unternahm er eine Reise nach Paris, wo er seinem Freund, dem Maler Philipp Wirth wiederbegegnete. Ende der 1840er Jahre unternahm er eine Reise nach Spanien und machte dort Bekanntschaft mit Eduard Gerhardt. Nach seiner Rückkehr ließ er sich in München nieder. Weitere Reisen nach Italien und Südeuropa folgten, auch sind mehrere Aufenthalte in Oberaudorf im Inntal bezeugt. Seine Reisen bestimmten auch vorrangig die Sujets seiner Bilder.
1871 wurde Bamberger zum Professor ernannt; ein Jahr später wurde er Mitglied in der Münchner Akademie der Künste. Er starb 1873.
Einer der bekanntesten Schüler Bambergers war August Geist.

## Werke (Auszug)
- Ansicht von Dettelbach
- Karlstadt

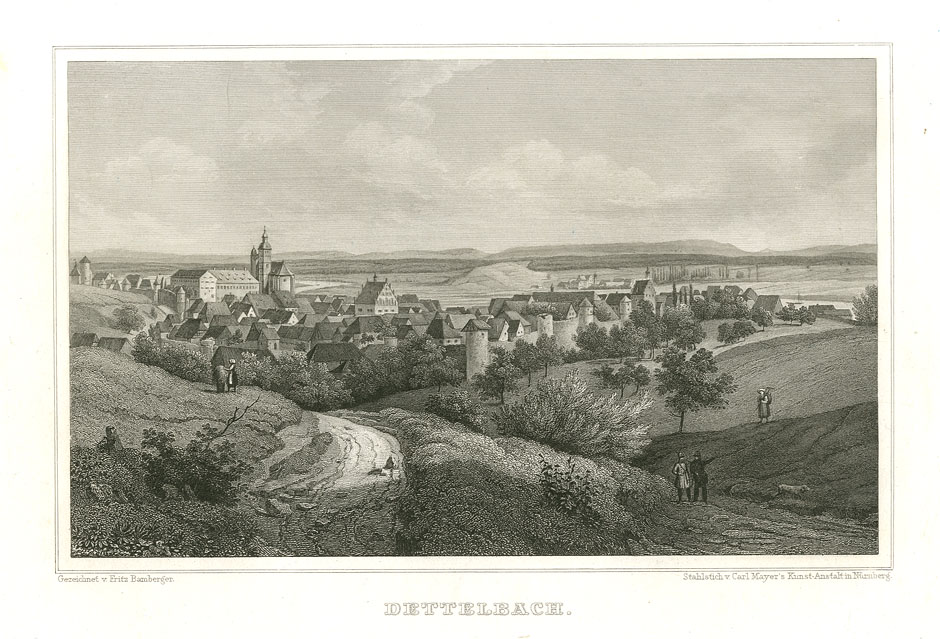
Ansicht von Dettelbach, vor 1847

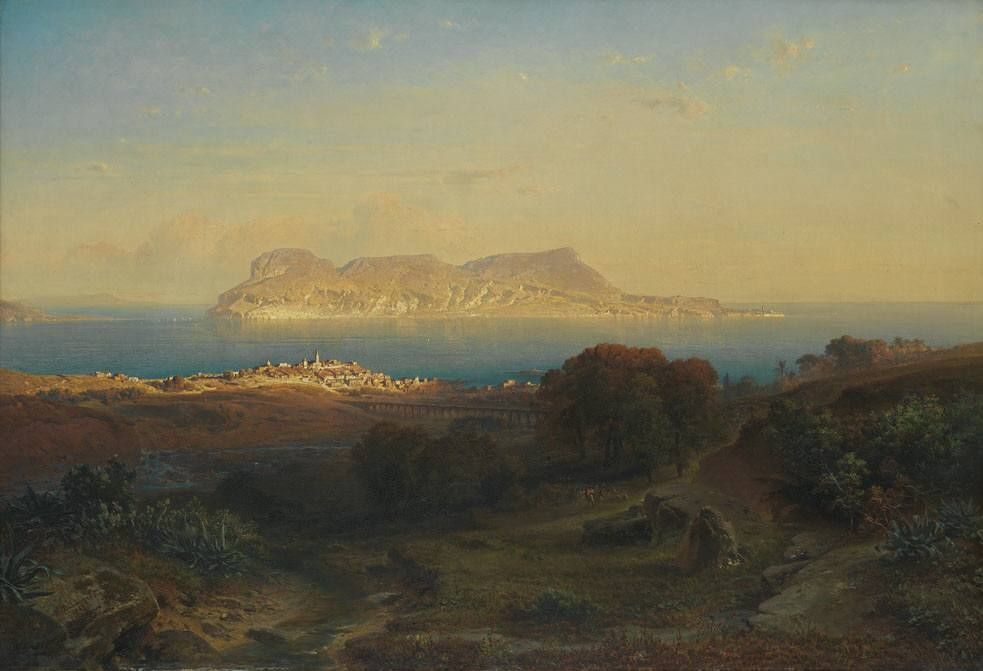
Ansicht von Gibraltar, 1863

- Meeresbucht an einer südlichen Felsenküste
- Küstenlandschaft mit der Ruine eines griechischen Tempels
- Gewitterstimmung über einem weiten Tal mit Reitern
- Ansicht von Nürnberg
- Spanische Gebirgslandschaft mit Rastenden im Schatten der Bäume
- Ansicht von Gibraltar
- Blick auf die Bucht vor Capri
- Andalusische Küstenlandschaft in der Mittagssonne
- Zugspitze mit Partenkirchen